# Ben Metcalfe
Ben Metcalfe (né le 31 octobre 1919 à Winnipeg, mort le 14 octobre 2003) est un journaliste militant canadien, un des premiers dirigeants de l'organisation écologiste Greenpeace.

## Biographie
Né à Winnipeg au Canada, il se rend au Royaume-Uni et s'engage dans la Royal Air Force  à l'âge de 16 ans. Il est affecté en Inde et en Afrique du Nord.
En 1971 il fait partie, avec Bob Hunter, de l'équipage du chalutier Phyllis Cormack qui tente de s'opposer aux essais nucléaires américains sur le site d'Amchitka en Alaska. 
Cofondateur de Greenpeace, il en est le premier président. Sa femme Dorothy était la première attachée de presse de Greenpeace. Il était convaincu de l'importance de la médiatisation des campagnes écologiques auprès de l'opinion publique. Il effectuait en particulier des reportages à la radio pour Canadian Broadcasting Corporation qui ont contribué à la prise de conscience de l'impact des essais nucléaires américains. 
Il quitte l'organisation quand Greenpeace réoriente son action contre la chasse à la baleine. Il a été par la suite journaliste indépendant et réalisateur de films.
Il meurt d'une attaque cardiaque à l'âge de 83 ans.